# Hymenocallis azteciana
Hymenocallis azteciana är en amaryllisväxtart som beskrevs av Hamilton Paul Traub. Hymenocallis azteciana ingår i släktet Hymenocallis och familjen amaryllisväxter. Inga underarter finns listade i Catalogue of Life.